# Anadón (Teruel)
Anadón ist eine spanische Gemeinde in der Provinz Teruel, die zur Autonomen Region Aragonien gehört. Sie ist Teil der Comarca (Kreis) Cuencas Mineras. Anadón hatte 2024 34 Einwohner.

## Lage
Anadón liegt circa 75 Kilometer nordnordöstlich der Provinzhauptstadt Teruel in einer Höhe von ca. 1110 m. 

## Bevölkerungsentwicklung
| Jahr      | 1970 | 1981 | 1991 | 2001 | 2011 | 2021 |
| Einwohner | 71   | 41   | 28   | 18   | 26   | 32   |

## Sehenswürdigkeiten
- Bartholomäuskirche